# Célio Silva
Célio Silva, właśc. Vagno Célio do Nascimento Silva (ur. 20 maja 1968 w Miracema) – brazylijski piłkarz, występujący na pozycji obrońcy.

## Kariera klubowa
Célio Silva rozpoczął piłkarską karierę w Americano FC, gdzie grał w latach 1986-1988. W 1988 roku przeszedł do CR Vasco da Gama. Z Vasco da Gama zdobył mistrzostwo Brazylii 1989 oraz mistrzostwo stanu Rio de Janeiro – Campeonato Carioca w 1989 roku. W 1991 przeszedł do SC Internacional. Z Internacionalem zdobył Copa do Brasil 1992 oraz dwukrotnie mistrzostwo stanu Rio Grande do Sul – Campeonato Gaúcho w 1991 i 1992 roku. W 1993 wyjechał do Europy do francuskiego SM Caen.
Po roku powrócił do Brazylii do SC Corinthians Paulista. Z Corinthians zdobył mistrzostwo Brazylii 1995, Copa do Brasil i dwukrotnie mistrzostwo stanu São Paulo – Campeonato Paulista w 1995 i 1997 roku. W 1998 roku grał krótko w Goiás EC, z którego w 1999 roku przeszedł do CR Flamengo. Z Flamengo zdobył Copa Mercosur 1999 oraz mistrzostwo stanu Rio de Janeiro – Campeonato Carioca w 1999 roku. W 2000 roku występował w Clube Atlético Mineiro, z którym zdobył mistrzostwo stanu Minas Gerais – Campeonato Mineiro 2000.
W latach 2000–2003 grał w chilijskim CD Universidad Católica. Karierę piłkarską Célio Silva zakończył w macierzystym Americano FC w 2003 roku.

## Kariera reprezentacyjna
Célio Silva za sobą występy w reprezentacji Brazylii, w której zadebiutował 30 kwietnia 1992 w towarzyskim meczu z reprezentacją Urugwaju. W 1997 roku wygrał z canarinhos Copa America, Podczas tego turnieju Célio Silva wystąpił tylko w meczu grupowym z reprezentacją Meksyku 16 czerwca 1997, którym był jego ostatnim meczem w reprezentacji. Ogółem w latach 1992-1997 wystąpił w barwach canarinhos w 11 meczach.